# Etapa de Caruaru de 2009 (Fórmula Truck)
A Etapa de Caruaru foi a terceira corrida da temporada de 2009 da Fórmula Truck, realizada no dia 17 de maio. O vencedor foi Felipe Giaffone.

## Classificação

### Corrida
| Pos | Nº | Piloto            | Equipe        | Voltas | Tempo/Aband. | Grid | Pontos¹ |
| --- | -- | ----------------- | ------------- | ------ | ------------ | ---- | ------- |
| 1   | 4  | Felipe Giaffone   | RM-Volkswagen | 28     | 1:01:40.205  | 1    | 6 + 25  |
| 2   | 2  | Valmir Benavides  | Volkswagen    | 28     | +1.076       | 2    |         |
| 3   | 9  | Renato Martins    | Volkswagen    | 28     | +2.882       | 3    |         |
| 4   | 1  | Wellington Cirino | Mercedes      | 28     | +3.538       | 6    |         |
| 5   | 72 | Djalma Fogaça     | Ford          | 28     | +4.935       | 4    |         |
| 6   | 3  | Geraldo Piquet    | Mercedes      | 28     | +6.092       | 8    |         |
| 7   | 28 | fabiano brito     | Volvo         | 28     | +18.163      | 2    |         |
| 8   | 20 | Pedro Muffato     | Scania        | 28     | +31.011      | 2    |         |
| 9   | 50 | Fred Marinelli    | Iveco         | 28     | +31.702      | 9    |         |
| 10  | 15 | Roberval Andrade  | Scania        | 28     | +32.182      | 10   |         |
| 11  | 77 | Regis Boessio     | Volvo         | 28     | +42.383      | 14   |         |
| 12  | 10 | Vignaldo Fizio    | Mercedes      | 28     | +55.709      | 23   |         |
| 13  | 21 | José Cangueiro    | Mercedes      | 28     | +58.255      | 24   |         |
| 14  | 7  | Debora Rodrigues  | Volkswagen    | 28     | +58.510      | 21   |         |
| 15  | 33 | Urubatam Helou Jr | Ford          | 28     | +1:00.960    | 22   |         |
| 16  | 88 | Beto Monteiro     | Iveco         | 26     | motor        | 5    |         |
| 17  | 12 | José Maria Reis   | Scania        | 26     | + 2 voltas   | 18   |         |
| Ret | 80 | Vinicius Ramires  | Mercedes      | 22     | acidente     | 7    |         |
| Ret | 11 | Diumar Bueno      | Volvo         | 21     | acidente     | 17   |         |
| Ret | 73 | Leandro Totti     | Ford          | 20     | motor        | 11   |         |
| Ret | 8  | Egon Allgaeuer    | Man           | 16     | motor        | 2    |         |
| Ret | 56 | Danilo Dirani     | Volvo         | 7      | motor        | 15   |         |
| Ret | 55 | Adilson Cajuru    | Iveco         | 7      | motor        | 25   |         |
| Ret | 14 | João Maistro      | Iveco         | 5      | motor        | 19   |         |
| Ret | 51 | Leandro Reis      | Scania        | 4      | turbina      | 13   |         |

- Nota 1:  De acordo com o regulamento da temporada, são distribuidos pontos para os cinco primeiros que cruzarem a linha de chegada na 12º volta e para os 14 que cruzarem na ultima volta.